# Hyphydrus camerunensis
Hyphydrus camerunensis is een keversoort uit de familie waterroofkevers (Dytiscidae). De wetenschappelijke naam van de soort is voor het eerst geldig gepubliceerd in 1982 door Biström.